# Майкл, брат Джеррі
«Майкл, брат Дже́ррі» (англ. Michael, Brother of Jerry) — пригодницький роман американського письменника Джека Лондона, написаний у 1915 і виданий посмертно у 1917 році. Створений як продовження попереднього роману «Джеррі-острів'янин», хоча сюжетно з ним майже не пов'язаний. Книга носить гуманістичний характер, вона розповідає про історію пригод собаки на прізвисько Майкл, якому довелось зазнати жорстокості дресирувальників. Це один з найперших літературних творів, у якому висвітлена проблема жорстокого поводження з тваринами. Ідеї, висловленні автором, знайшли часткове втілення у забороні на використання диких тварин у цирку.

## Історія
У 1900-х роках Джек Лондон видав серію книг, які успішно продавалися і принесли йому славу майстра пригодницького роману. Отримавши непоганий прибуток, письменник придбав яхту «Снарк» і вирушив у плавання Тихим океаном разом із дружиною Чарміан Лондон. Плавання тривало з 1907 по 1909 рік. Під час цього круїзу Джек Лондон встиг побувати у Сіднеї, Сан-Франциско, на Гаваях та багатьох островах Полінезії. Мандрівка завершилась фінансовим крахом (яхту довелося продати), до того ж Джек Лондон під час плавання захворів на скорбут і фрамбезією, від яких не зміг повністю одужати до кінця життя.
Отримані враження стали основою для двох нових романів — «Джеррі-острів'янин» і «Майкл, брат Джеррі». Обидві книги були написані у каліфорнійському маєтку письменника, розташованому в окрузі Сонома. Роботу над «Майклом, братом Джеррі» автор завершив 8 грудня 1915 року. Твір вперше видали вже після смерті письменника, у 1917 році. Перше видання побачило світ у Нью-Йорку, в видавництві The Macmillan Company. В подальшому книга витримала багато перевидань, була перекладена багатьма європейськими мовами, в тому числі й українською.

## Сюжет

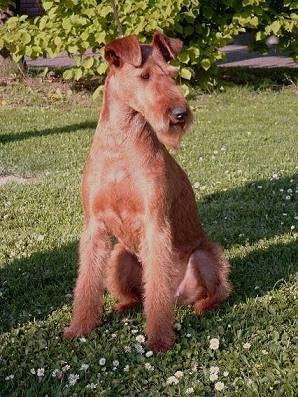
Майкл був взірцевим представником ірландських тер'єрів. Згідно з літературним портретом героя одне вухо у нього було трохи деформоване ще з дитинства.

Майкл — життєрадісний ірландський тер'єр, який виріс разом зі своїм братом Джеррі на плантації Хаггіна на острові Санта-Ісабель. Його вчили полювати на негрів, однак зараз він просто супроводжує на кораблі капітана Келлара з дружиною. Капітан любить свого пса, та під час зупинки на острові Тулагі ненадовго залишає того без нагляду на березі. В цей час Майкл знайомиться з Дегом Доутрі, стюардом корабля «Макомбо». Доутрі — старий служака і беззлобний алкоголік, відомий на всю Полінезію здатністю щодень випивати 6 кварт пива. Однак для задоволення цієї нехитрої потреби йому доводиться час від часу «підробляти» крадіжкою собак. Ось і зараз за його допомогою Майкл потрапляє на «Макомбо». Там він знайомиться з двоногим улюбленцем Доутрі — молодим аборигеном Квеком. Доутрі врятував Квека від страти одноплемінцями і той радий служити йому до смерті.
Доутрі виявляє надзвичайну кмітливість Майкла і починає того терпляче дресирувати. З часом він відкриває і ще одну дивовижну здатність пса — вміння мелодійно «співати». Доутрі відмовляється від думки продати Майкла і починає виступати з ним у портових шинках, викликаючи захоплення публіки і заробляючи цими виступами на пиво. Майкл віддячує Доутрі абсолютною відданістю. Однак капітан «Макомбо» хоче повернути викраденого пса капітанові Келлару. Щоби не розлучатися з чотириногим другом, Доутрі з Квеком завербовується на яхту «Мері Тернер».
Тут трійця стикається з четвіркою дивних співвласників яхти, а також знайомиться з коком-китайцем А Моєм та його ручним папугою Коккі. Четверо співвласників шукають скарби піратів, однак Доутрі швидко розуміє, що один з них — Чарлз Стоу Грінліф на прізвисько Старий Моряк — просто аферист, що мандрує коштом інших у своє задоволення. Дивною робиться і поведінка кока. А Мой виявив у Квека ознаки прокази й усіляко уникає контактів з ним аж до того, що дарує йому свого какаду, аби лишень Квек не наближався до нього. Більше того, А Мой бачить, що і в Доутрі починається проказа, однак наївний стюард нічого не підозрює. Одного разу один з власників корабля, торговець Симон Нішіканта, вкотре починає стріляти у китів через поганий настрій. За нещасливим збігом обставин він вбиває китенятко, чия розлючена мати трощить корабель. Доутрі, Квек, Майкл, Коккі й Грінліф рятуються і потрапляють до Сан-Франциско.
Там Грінліф починає полювати на чергового багатія, якого можна задурити байками про скарби, а Доутрі з Майклом заробляють на життя для всіх, виступаючи у шинках. Їхня популярність і заробітки ростуть так швидко, що невдовзі циркач Дель Мар і доктор Еморі пропонують Доутрі продати пса, але той категорично відмовляється. Однак через погане самопочуття Квека Доутрі відводить того до лікаря Еморі. Той же, скориставшись «щасливою» нагодою, запроторює обох на вічне проживання до лазарету. Водночас, Дель Мар викрадає Майкла і перевозить собаку до Нью-Йорка. Грінліф рятує Доутрі та Квека з ув'язнення, але Майкла їм відшукати вже не до снаги.
Під час перевезення Майкла до Нью-Йорка Дель Мар гине і талановитий пес-зірка починає змінювати одну циркову трупу на іншу. Повсюди його чекає психологічне знущання, нерозуміння собачої душі з боку власників. Ще гірших тортур зазнають «колеги» Майкла по арені: собаки, тигри, мавпи. Деякі з них гинуть, інші залишаються фізичними і моральними каліками. Під час однієї з таких вистав співочого пса бачить подружжя Кеннанів. Це не хто інші як друзі капітана Келлара і власники брата Майкла — Джеррі. Вони впізнають Майкла і забирають його до себе. Майкл з Джеррі щасливо живуть на їхньому каліфорнійському ранчо, при цьому Майкл встигає відзначитись при затриманні збіглого злодія. Ознакою одужання мовчазного пса стає його «спів» у колі нової родини.

## Аналіз твору
«Майкл, брат Джеррі» ідейно об'єднаний із попереднім романом «Джеррі-острів'янин», хоча і не є його прямим сюжетним продовженням. В обох творах Джек Лондон через призму життя двох собак-братів висвітлив соціальні проблеми, породжені колонізацією Полінезії. Однак якщо у першому романі письменник спирався переважно на спогади про мандрівку тропічними островами, то в другому до круїзних вражень додав також і досвід свого дитинства. Як він сам зазначив у передмові до роману, в ньому він описав дійсні методи дресури, які він бачив на власні очі за кулісами цирку. Саме ця жорстокість спонукала його до публічного висвітлення проблеми, про яку до цього часу не прийнято було говорити. Джек Лондон висловив бажання цим твором розбудити свідомість американських громадян і спонукати їх до бойкоту всіх циркових номерів за участю тварин. Ідеї письменника частково будуть втілені у життя майже через 100 років, коли в розвинених країнах введуть заборону на використання в цирку диких тварин.
Ще один сюжет роману висвітлює інший бік знущання над тваринами — спортивне полювання. Втіленням цієї форми жорстокості стає жадібний торговець Симон Нішіканта. Під час корабельної подорожі він стріляє в китів просто заради зняття психологічної напруги. Показово, що саме це полювання призводить у романі до трагічної кораблетрощі. Побіжно воно змінює долю всіх учасників плавання, причому для всіх без винятку у гірший бік. Цією літературною алегорією Джек Лондон показав, що долі всіх живих істот на Землі взаємопов'язані, і страждання одних так чи інакше відіб'ються на інших.
Хоча тер'єр Майкл — головний герой роману, не менш опукло в ньому змальована постать стюарда Дега Доутрі. Трагедія Доутрі в тому, що позбавлений расових упереджень, він єдиний, хто не уникає спілкування з прокаженим полінезійцем Квеком. Через цю людяність він сам заражається проказою і стає вигнанцем у власній країні. В його портреті можна прослідкувати алюзії на самого Джека Лондона, який хворів на фрамбезію, що залишає відразливі сліди на шкірі. Показово і те, що з ізоляції в лазареті Доутрі рятує ще один соціальний вигнанець — старий і одинокий аферист Грінліф.
Завершення подій роману Джек Лондон подав як щасливий кінець. Втім, ця частина сюжету частково повторює завершення ще одного відомого твору письменника — роману «Біле Ікло». Поєднує обидва твори сцена зі збіглим злочинцем, затримати якого допомагає Майкл (в романі «Біле Ікло» — приручений вовк Біле Ікло).